# Museu Municipal de São Filipe

Das Museu Municipal de São Filipe (dt.: „Städtisches Museum São Filipe“) ist ein Museum im historischen Zentrum der Stadt São Filipe auf der Insel Fogo in Kap Verde. Es ist in einem Gebäude aus der Kolonialzeit, einem so genannten Sobrado, untergebracht. 

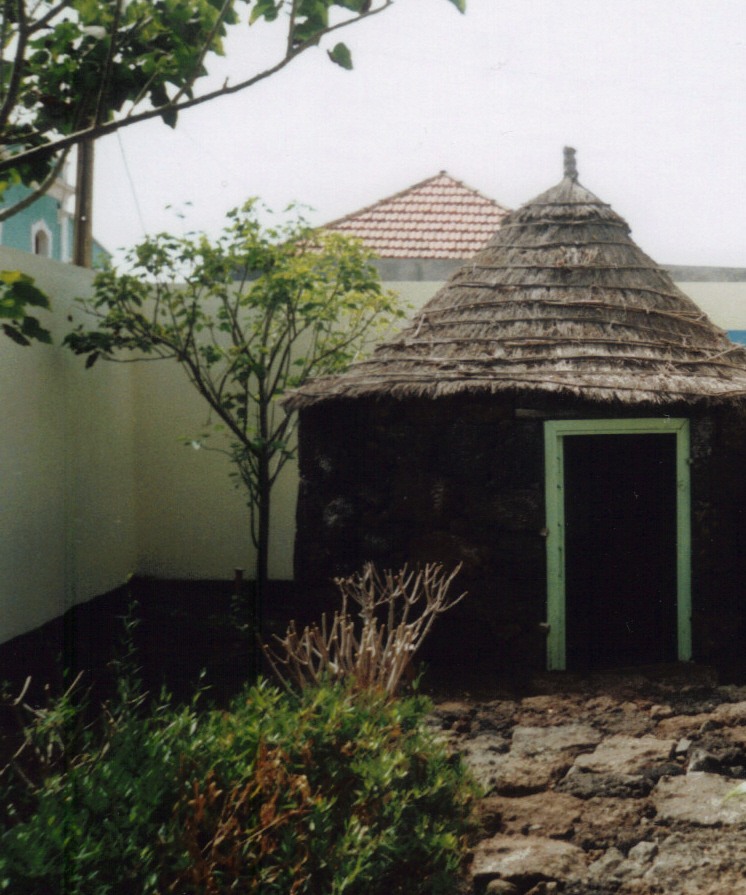
Traditionelle Hütte (funco) im Garten des Museums

Das Museum wurde am 13. Dezember 2008 vom Bürgermeister Eugênio Miranda da Veiga eröffnet.